# Allende vive
«Allende vive (y yo sé dónde (y no les voy a decir))», o simplemente «Allende vive», es una canción de Jorge González lanzada como sencillo de su álbum Mi destino: Confesiones de una estrella del rock (1999).
El título de la canción hace referencia al presidente chileno Salvador Allende, muerto durante el golpe militar de 1973. En su letra parece querer evocar el espíritu contestatario de Los Prisioneros, sobre todo en la frase «No es un país, Chile es un fundo».
La canción no mantuvo el perfil de los discos anteriores de González, el homónimo de 1993 y El futuro se fue de 1994, y Gonzalo Martínez en 1998 dos años después de su publicación se reunirían Los Prisioneros y Jorge González no volvió a lanzar un sencillo en solitario hasta 2013, ya que tras la segunda separación de Los Prisioneros dio origen a su proyecto Los Updates.
- Datos: Q21499714